# Sistema d'estadiatge TNM
La classificació TNM de tumors malignes és un sistema d'estadiatge del càncer, que descriu l'extensió del càncer en el cos d'un pacient.
- T descriu la mida del tumor i si s'ha envaït el teixit proper,
- N descriu els ganglis limfàtics regionals afectats,
- M descriu les metàstasis (disseminació del càncer des d'una part del cos a una altra).

El sistema d'estadificació TNM dels tumors sòlids va ser ideada per Pierre Denoix entre 1943 i 1952, utilitzant la mida i l'extensió del tumor primari, la seva afectació limfàtica i la presència de metàstasi per a classificar la progressió del càncer.
El TNM és desenvolupat i mantingut per la Unió Internacional Contra el Càncer (UICC) establint així un consens sobre una norma reconeguda a nivell mundial per classificar el grau de disseminació del càncer. La classificació TNM també és utilitzat pel Comitè Nord-americà Conjunt sobre el Càncer (AJCC) i la Federació Internacional de Ginecologia i Obstetrícia (FIGO). El 1987, la UICC i sistemes de estadificació del AJCC es van unificar en un sol sistema d'estadificació.